# Sassopiatto
Il Sassopiatto (Sasplat in ladino, Plattkofel in tedesco) è una montagna delle Alpi, alta 2.964 m s.l.m., che 
fa parte del Gruppo del Sassolungo, compreso tra la Val Gardena e la Val di Fassa.

## Escursioni
Si può raggiungere la vetta del Sassopiatto in diversi modi.
Uno di questi è la via ferrata Schuster che si raggiunge partendo dal rifugio Vicenza (2256 m) o dalla forcella Sassolungo (2685 m). 
Gli escursionisti possono arrivare in vetta anche percorrendo il sentiero 527 di tipo escursionistico che parte dal rifugio Sassopiatto (Plattkofelhütte, 2300 m). Per raggiungere il rifugio Sassopiatto si può partire dal Passo Sella e dirigersi verso ovest lungo il sentiero 557 passando dal rifugio Friedrich August e poi si proseguendo per il rifugio Sandro Pertini. Arrivando dal rifugio Pertini si può prendere il sentiero che punta alla vetta senza passare per il rifugio Sassopiatto.
Esiste anche un'escursione che permette di compiere il giro del Sassopiatto (lungo il sentiero Friedrich-August-Weg), questa consiste in una passeggiata che gira attorno al massiccio roccioso senza mai salire in cima.

## Galleria d'immagini

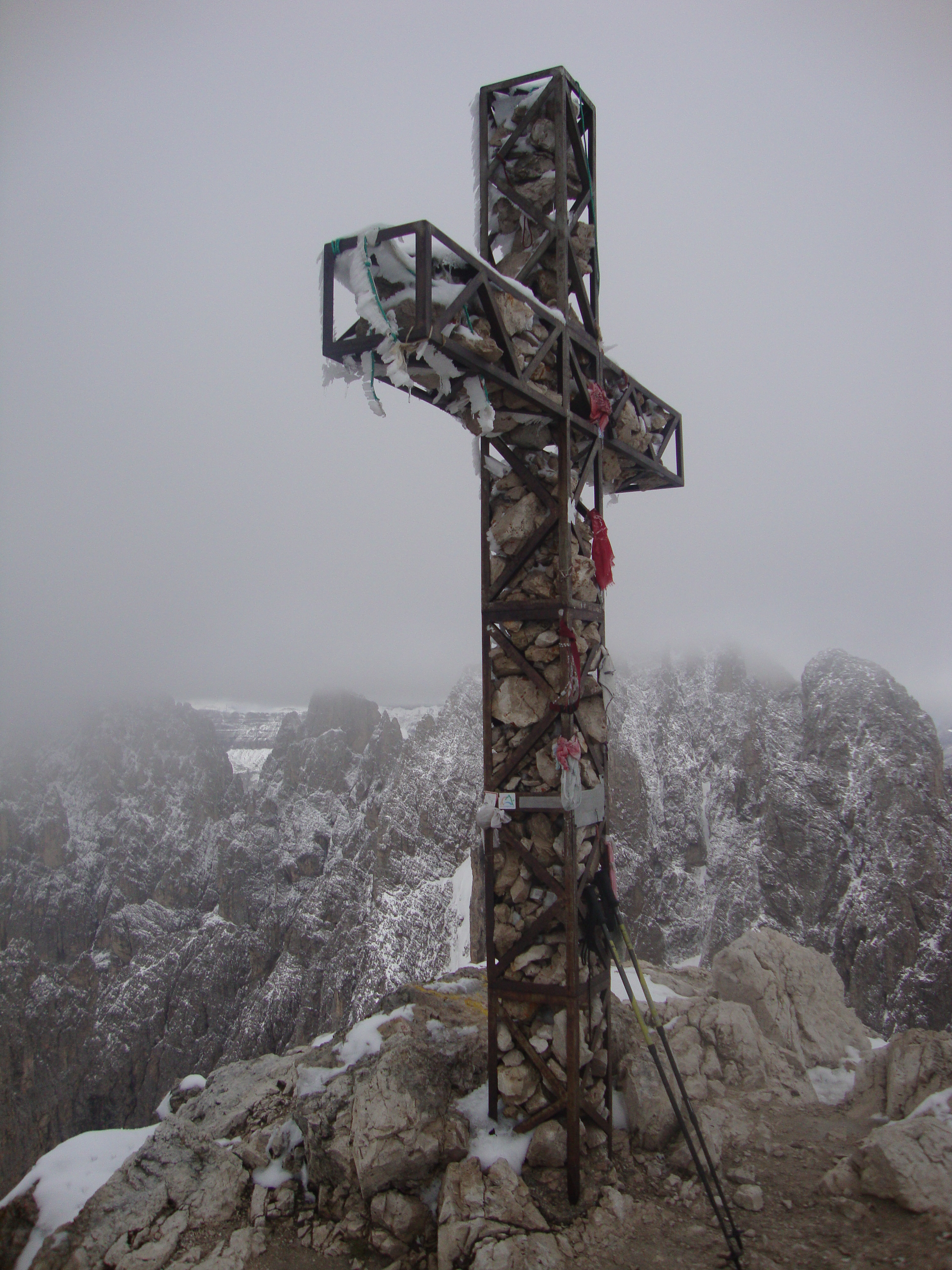
La croce di vetta del Sassopiatto
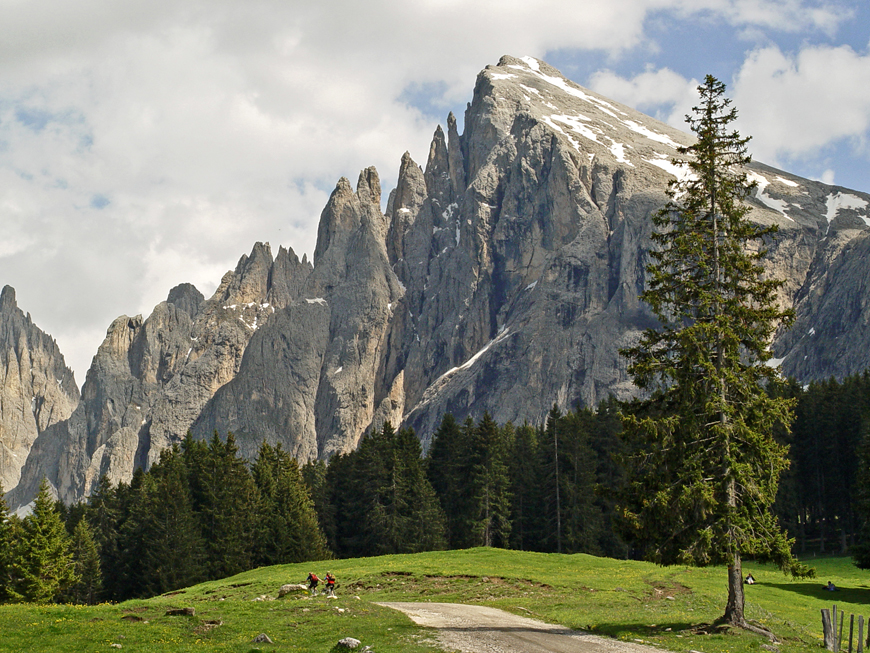
Il Sassopiatto visto dall'Alpe di Siusi
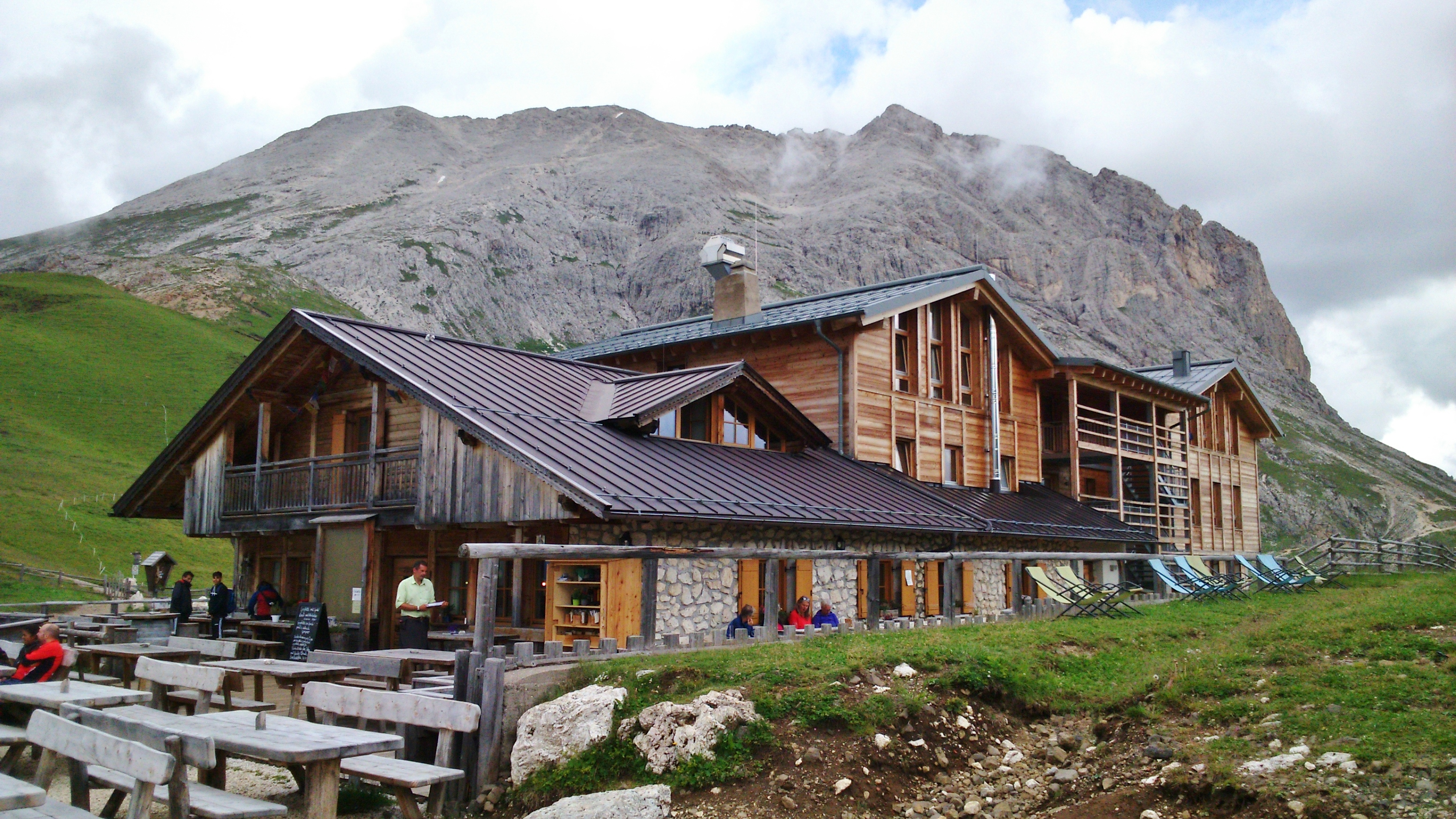
Il rifugio Sassopiatto
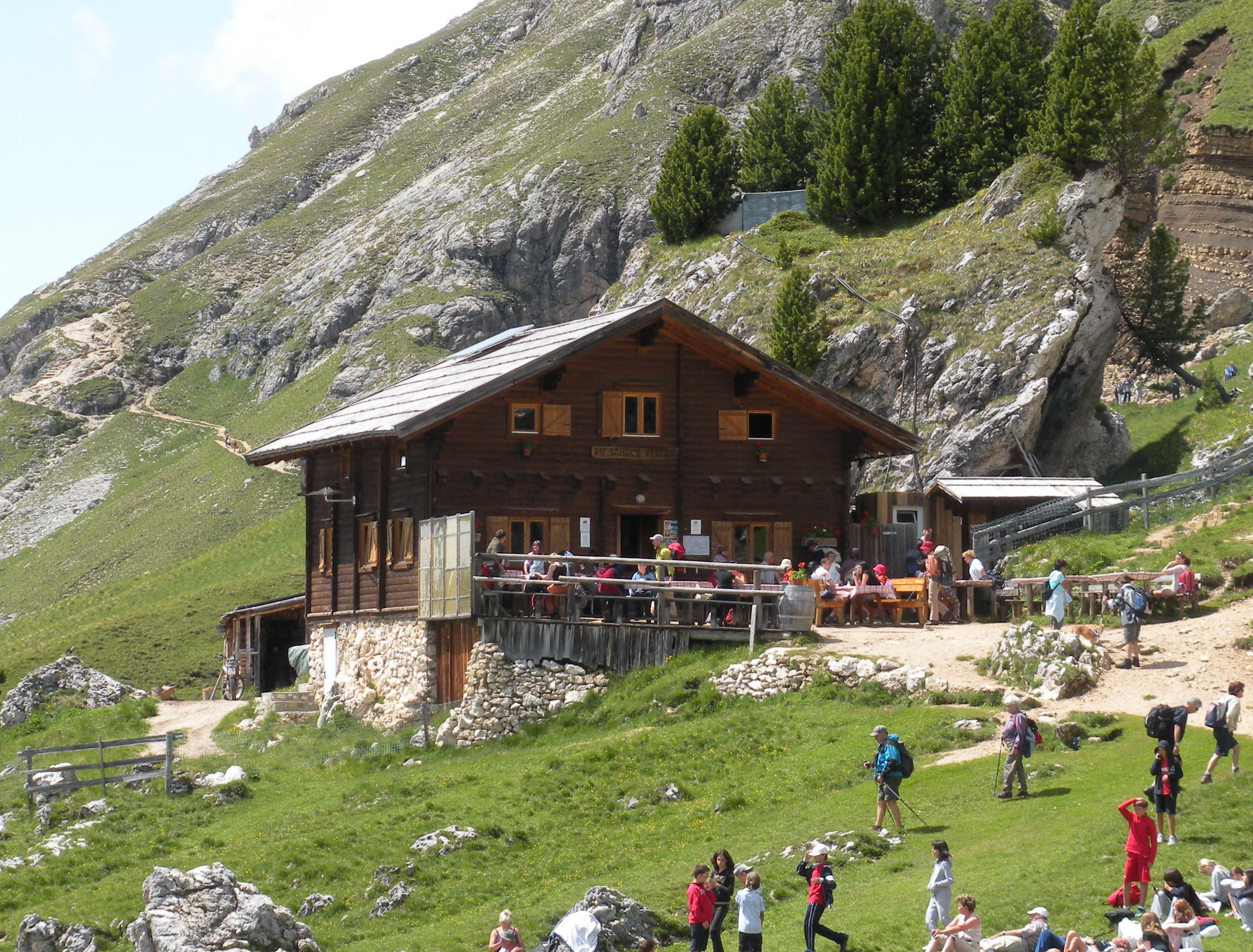
Il rifugio Sandro Pertini
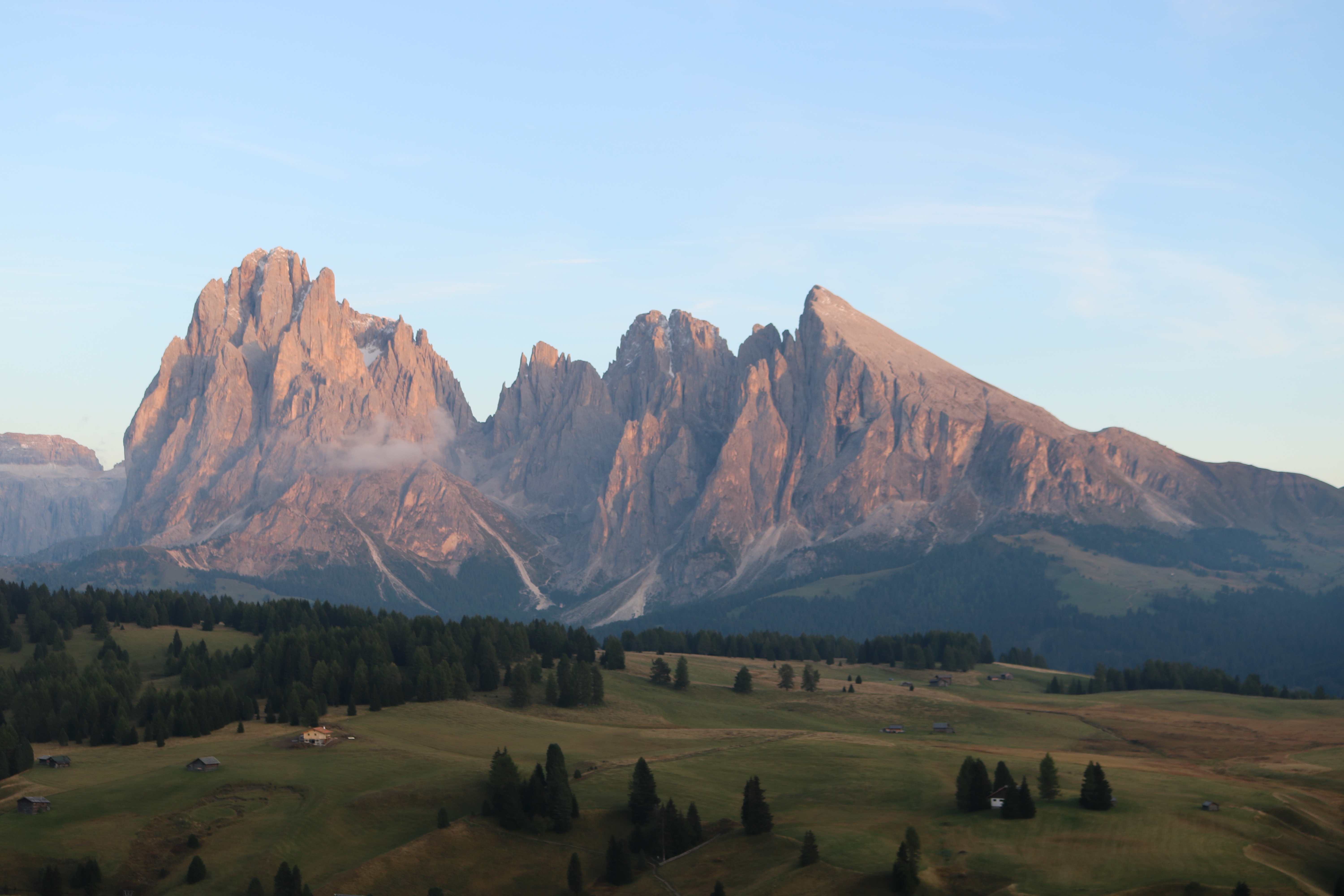
Il Gruppo del Sassolungo con il Sassopiatto sulla destra
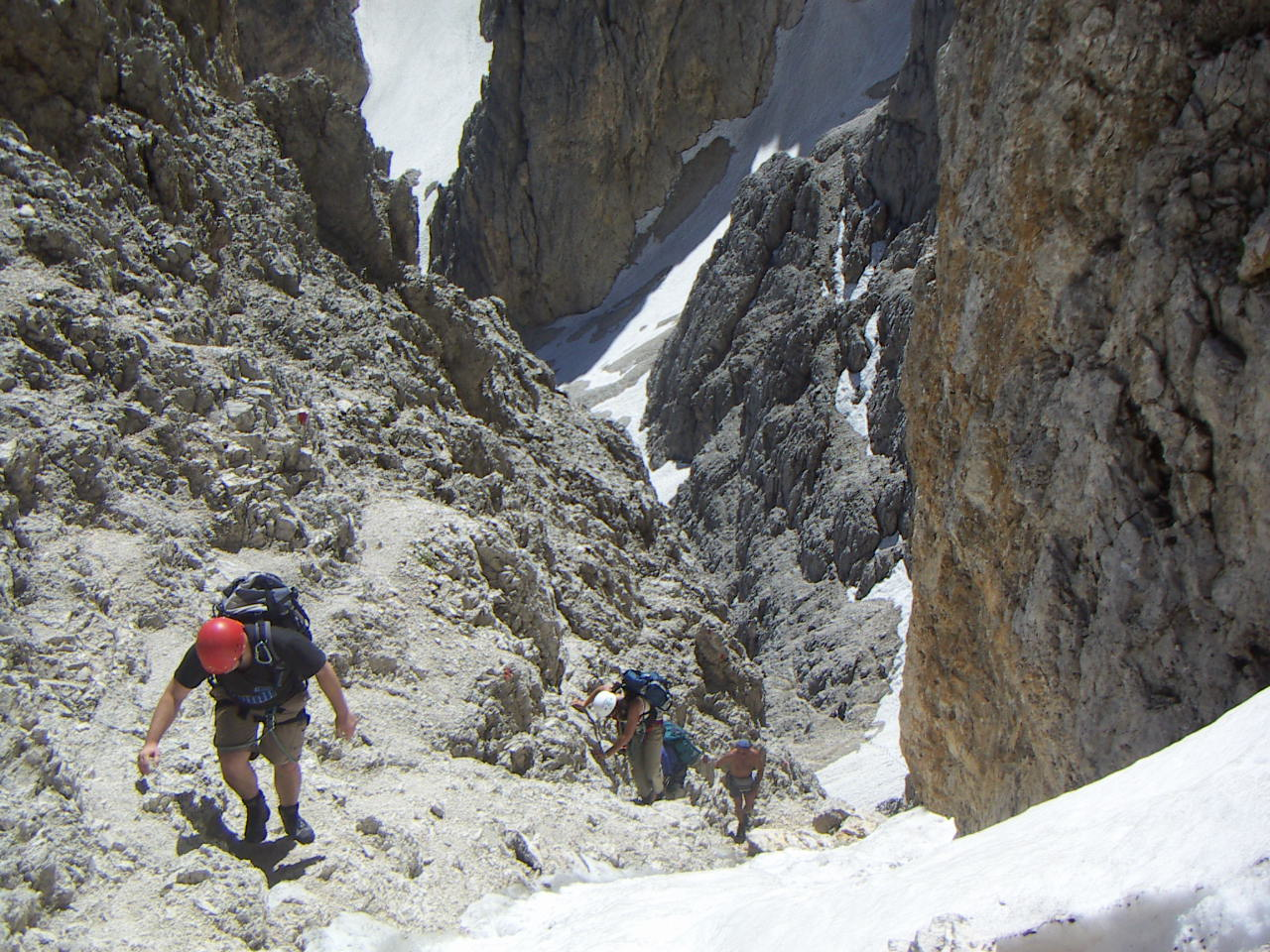
Escursionisti sulla ferrata Schuster